# Yahatanishi (Kitakiusiu)
Yahatanishi (jap. 八幡西区 Yahatanishi-ku) – jedna z siedmiu dzielnic Kitakiusiu, miasta w prefekturze Fukuoka.
Miasto Kitakiusiu powstało 10 lutego 1963 roku w wyniku połączenia 5 miast, w tym Yahaty, które zostało jedną z dzielnic miasta. 1 kwietnia 1974 roku dzielnica została podzielona na dwie: Yahatahigashi i Yahatanishi
Położona jest w zachodniej części miasta. Graniczy z dzielnicami Wakamatsu, Yahatahigashi i Kokuraminami, miastami Nakama, Nōgata oraz miasteczkami Kurate, Ashiya i Mizumaki.